# Tears of the Sun
Tears of the Sun is een Amerikaanse oorlogsfilm uit 2003, geregisseerd door Antoine Fuqua en met in de hoofdrollen Bruce Willis en Monica Bellucci. Willis produceerde de film zelf, de titel zou oorspronkelijk gebruikt worden voor een vierde Die Hard-vervolg maar Willis kreeg toestemming om de titel voor een eigen film te gebruiken.

## Verhaal
De Amerikaanse luitenant A.K. Waters wordt met zijn SEAL-eenheid naar een missiepost in Nigeria gestuurd om daar dokter Lena Kendricks te redden. De reden hiervoor is dat militairen een staatsgreep hebben gepleegd, waardoor het voor haar niet meer veilig is om in het land te blijven. Kendricks wil het liefst blijven bij de lokale bevolking, maar luitenant Waters moet zijn missie succesvol voltooien, dus doet hij alsof hij iedereen in veiligheid wil brengen. Wanneer ze eenmaal zijn aangekomen bij de helikopters om te ontsnappen, neemt Waters alleen Kendricks mee om te vertrekken.
Wanneer ze met hun helikopters op de terugweg over de missiepost vliegen zien ze dat er daar een massamoord heeft plaatsgevonden. Hierdoor verandert even later Waters van gedachte, omdat hij beseft dat de kans klein is dat de mensen die ze eerder achterlieten in dat gebied gespaard zullen worden door de rebellen. Hij laat de helikopters daarom terug vliegen en laat ze weer landen. Echter kunnen er maar twaalf personen mee, en zo laat hij enkel kinderen en ouderen met de helikopters meegaan, waarna de overgeblevenen, Kendricks, Waters en zijn legereenheid door het oerwoud richting Kameroen gaan.
Via een laptop met satellietverbinding komen ze erachter dat een groep rebellen achter hen aan zit; Waters begrijpt niet waarom. Even later komen ze bij een dorp aan waar rebellen de bewoners aan het uitmoorden zijn. Alhoewel ze volgens het krijgsrecht niet aan mogen vallen, geeft Waters toch de opdracht om de rebellen in het dorp aan te vallen. Dr. Kendricks en de groep horen en aanschouwen hun aanval en zodra dit voorbij is komen ze ook het dorp binnen. Als laatste valt de eenheid een huis binnen waar ze een aantal rebellen aantreffen die een vrouw mishandelen door haar borsten af te snijden. Ook vinden ze een pasgeboren baby die vermoord is.
Nadat ze een nacht gerust hebben en ze wederom op hun laptop kijken zien ze dat de rebellengroep die hen volgt behoorlijk snel dichterbij is gekomen, tot op 1 à 2 uur afstand. Waters komt tot de conclusie dat er een verrader onder hen zit die hun positie doorgeeft. Nadat ze de mannen hun wapens afnemen en een van hen (Gideon) plots wegrent, schieten ze hem neer en komen ze er achter dat hij een zendertje bij zich heeft. Gideon noemt nog voor hij sterft de naam Arthur. Even later wil Waters weten of er nog meer verraders onder hen zitten en vraagt die zich te melden, en richt zijn pistool op een van de mannen. Dan komt Arthur Azuka naar voren en zegt dat hij de enige zoon is van president Samuel Azuka en de enige officiële opvolger van de Igbo, nu de president vermoord is.
Rhodes neemt dan contact op met Waters om aan te geven dat ze hebben vernomen dat er militairen jacht maken op een Amerikaanse eenheid met de zoon van de ex-president. Omdat ze hierdoor een internationale inmenging in het land veroorzaken, beveelt hij dat ze de zoon moeten dumpen en doorgaan met hun originele missie die enkel Dr. Kendricks' veiligheid behelst. Waters en zijn SEAL-eenheid willen de vluchtelingen echter niet aan hun lot overlaten en zetten door. Zo begint het een race tegen de klok te worden om zo snel mogelijk bij de grens van Kameroen te komen. Na zware verliezen redden ze het net op tijd.

## Rolverdeling
Onder de acteurs bevonden zich ook een aantal echte Afrikaanse vluchtelingen.
| Acteur            | Personage               |
| ----------------- | ----------------------- |
| Bruce Willis      | Lt. A.K. Waters         |
| Monica Bellucci   | Dr. Lena Kendricks      |
| Cole Hauser       | James "Red" Atkins      |
| Eamonn Walker     | Ellis "Zee" Pettigrew   |
| Johnny Messner    | Kelly "Link" Lake       |
| Nick Chinlund     | Michael "Slo" Slowenski |
| Charles Ingram    | Demetrius "Silk" Owens  |
| Paul Francis      | Danny "Doc" Kelley      |
| Chad Smith        | Jason "Flea" Mabry      |
| Tom Skerritt      | Kapitein Bill Rhodes    |
| Fionnula Flanagan | Zuster Grace            |
| Akosua Busia      | Patiënt                 |

## Achtergrond
Alle acteurs die onderdeel waren van de Amerikaanse legereenheid deden mee aan een twee weken durend kamp waarin zij van alles leerden over veldtechnieken. De acteurs moesten elkaar bij de voornaam van hun personage noemen om de geloofwaardigheid te verhogen.
Tijdens de productie had de filmcrew te maken met veel tegenslagen. Acteur Kevin Tod Smith, die een van de soldaten zou spelen, stierf voor de opnamen omdat hij tijdens het opnemen van een film in China van een hoog decorstuk afviel. Tijdens de opnamen verdronk een stuntman toen hij moest parachutespringen maar daarbij in zee landde in plaats van op het strand. Dit incident vond plaats in Californië.
De film werd wisselend ontvangen en was onsuccesvol. Ondanks de opbrengst van ruim 86 miljoen dollar was de film niet winstgevend, omdat reclamecampagnes niet waren meegerekend bij het budget, en maar een gedeelte van de opbrengst naar de producent gaat.

## Muziek
De filmmuziek uit de film werd gecomponeerd door Hans Zimmer. De muziek werd ook op een soundtrackalbum uitgebracht door het platenlabel Varèse Sarabanda.